# Campeonato Asiático de Atletismo Júnior de 1996
A 6ª edição do Campeonato Asiático de Atletismo Júnior foi o evento esportivo organizado pela Associação Asiática de Atletismo (AAA) para atletas com até 20 anos classificados como Júnior. O evento ocorreu na cidade de Nova Deli, na Índia, entre 3 e 6 de dezembro de 1996. Foram disputadas 41 provas no campeonato sendo 22 eventos masculino e 19 feminino. Essa foi a segunda vez que Nova Deli sedia o evento, sendo a primeira em 1994. Foram quebrados seis recordes do campeonato durante as provas, sendo que nenhuma na categoria feminino. 

## Medalhistas

### Masculino
| Evento                      | Ouro                           | Ouro     | Prata                         | Prata    | Bronze                           | Bronze   |
| --------------------------- | ------------------------------ | -------- | ----------------------------- | -------- | -------------------------------- | -------- |
| 100 metros                  | Kazuhiro Tamura · Japão        | 10.64    | Yu Ukita · Japão              | 10.77    | William To Wai Lok · Hong Kong   | 10.80    |
| 200 metros                  | Kazuhiro Tamura · Japão        | 21.00    | Ajay Singh Raj · Índia        | 21.19    | William To Wai Lok · Hong Kong   | 21.45    |
| 400 metros                  | Mubarak Al-Nubi · Catar        | 47.15    | P. H. Abdullah · Índia        | 47.72    | Kim Jae-Da Coreia do Sul         | 48.02    |
| 800 metros                  | Mehdi Jelodarzadeh Irão        | 1:52.46  | Baiju Mirandi · Índia         | 1:52.89  | Mohammad Reza Moulai Irão        | 1:52.91  |
| 1.500 metros                | Ahmed Yazdanian Irão           | 3:52.69  | Nasser Suleiman · Catar       | 3:53.20  | Park Ho-Min Coreia do Sul        | 3:53.70  |
| 5.000 metros                | Nasser Suleiman · Catar        | 14:26.91 | Gojen Singh · Índia           | 14:29.55 | Wang Hongliang · China           | 14:33.69 |
| 10.000 metros               | Gojen Singh · Índia            | 30:43.01 | G.S. Hariraju · Índia         | 31:12.16 | Othman Suleiman · Catar          | 31:23.47 |
| 110 metros com barreiras    | Khassif Mubarak · Catar        | 14.11    | Tasuku Tanonaka · Japão       | 14.31    | Sahib Singh · Índia              | 14.33    |
| 400 metros com barreiras    | Mubarak Al-Nubi · Catar        | 50.76    | Chen Tien-Wen · Taipé Chinesa | 51.23    | Sahib Singh · Índia              | 51.64    |
| 3.000 metros com obstáculos | Sun Wenyong · China            | 8:53.47  | Mitsunori Harada · Japão      | 9:01.52  | Aleksey Shestakov · Cazaquistão  | 9:03.49  |
| Revezamento 4 x 100 metros  | Tailândia                      | 40.96    | Japão                         | 41.09    | Malásia                          | 41.31    |
| Revezamento 4 x 400 metros  | Índia                          | 3:12.4   | Catar                         | 3:12.7   | Tailândia                        | 3:13.6   |
| Marcha atlética 10 km       | Wu Ping · China                | 43:40.63 | Sin Il-Yong Coreia do Sul     | 44:08.90 | Teoh Boon Lim · Malásia          | 44:33.84 |
| Salto em altura             | Koji Ishii · Japão             | 2.15 m   | Zheng Decheng · China         | 2.10 m   | Tsai Sheng-Chieh · Taipé Chinesa | 2.10 m   |
| Salto à vara                | Liu Yen-Tsung · Taipé Chinesa  | 5.00 m   | Jiang Anhua · China           | 5.00 m   | Takuyo Kanno · Japão             | 4.90 m   |
| Salto em comprimento        | Huang Le · China               | 7.68 m   | Sanjay Kumar Rai · Índia      | 7.53 m   | Sogoru Tomari · Japão            | 7.34 m   |
| Salto triplo                | Kim Hyuk Coreia do Sul         | 15.80 m  | Mohd Abdulaziz · Catar        | 15.62 m  | Sergey Bochkov · Azerbaijão      | 15.42 m  |
| Arremesso de peso           | Mukesh Singh Kumar · Índia     | 17.03 m  | Huang Yucheng · China         | 16.82 m  | Gurdev Singh · Índia             | 16.79 m  |
| Arremesso de disco          | Rashid Shafi Al-Dosari · Catar | 50.36 m  | Lu Dangling · China           | 49.03 m  | Abbas Samimi Irão                | 48.96 m  |
| Lançamento do martelo       | Anoop Singh Punia · Índia      | 64.60 m  | Satish Singh Sihay · Índia    | 61.84 m  | Shalinder Singh · Índia          | 59.96 m  |
| Lançamento do dardo         | Ramandeep Singh · Índia        | 74.42 m  | Yu Nam-Sung Coreia do Sul     | 70.84 m  | Om Prakash Dudi · Índia          | 70.50 m  |
| Decatlo                     | Du Xiaopeng · China            | 7240 pts | Nobuhiro Katsuki · Japão      | 6568 pts | Yang Chun-Hsien · Taipé Chinesa  | 6468 pts |

### Feminino
| Evento                     | Ouro                         | Ouro     | Prata                          | Prata    | Bronze                            | Bronze   |
| -------------------------- | ---------------------------- | -------- | ------------------------------ | -------- | --------------------------------- | -------- |
| 100 metros                 | Yang Xiaoyu · China          | 11.92    | Chen Shu-Chuan · Taipé Chinesa | 12.03    | Velu Pandeeswari · Índia          | 12.08    |
| 200 metros                 | Velu Pandeeswari · Índia     | 24.21    | Saraswati Dey · Índia          | 24.35    | Chen Shu-Chuan · Taipé Chinesa    | 24.39    |
| 400 metros                 | Vanaja Somaiah · Índia       | 55.10    | Paramjit Kaur · Índia          | 55.48    | Zhang Chunxiang · China           | 56.19    |
| 800 metros                 | Ryoko Takezawa · Japão       | 2:07.76  | Sunita Dahiya · Índia          | 2:10.59  | Oksana Ivashenko · Cazaquistão    | 2:11.72  |
| 1.500 metros               | Huh Yeon-Jung Coreia do Sul  | 4:27.61  | Hisae Yoshimatsu · Japão       | 4:28.79  | Liu Chang · China                 | 4:29.54  |
| 3.000 metros               | Wang Zhongfen · China        | 9:26.69  | Hisae Yoshimatsu · Japão       | 9:35.09  | Sunita Rani · Índia               | 9:39.95  |
| 5.000 metros               | Wang Zhongfen · China        | 16:43.56 | Sunita Rani · Índia            | 16:50.33 | Rupinder Kaur · Índia             | 17:05.00 |
| 100 metros com barreiras   | Zhu Shuying · China          | 13.65    | He Kaiying · China             | 13.84    | Tomoko Motegi · Japão             | 13.98    |
| 400 metros com barreiras   | Li Rui · China               | 58.19    | Debi Bose · Índia              | 58.81    | Svetlana Badrankova · Cazaquistão | 59.15    |
| Revezamento 4 x 100 metros | Índia                        | 45.85    | China                          | 46.44    | Singapura                         | 49.35    |
| Revezamento 4 x 400 metros | Índia                        | 3:47.50  | Tailândia                      | 3:48.72  | China                             | 3:49.31  |
| Marcha atlética 5 km       | Zhu Qiaomei · China          | 24:04.79 | Xue Ailing · China             | 24:19.85 | Paramjit Kaur · Índia             | 24:52.60 |
| Salto em altura            | Liang Xiuli · China          | 1.76 m   | Shen Lingling · China          | 1.76 m   | Jaicy Thomas · Índia              | 1.70 m   |
| Salto em comprimento       | Guan Yingnan · China         | 6.31 m   | Feng Jie · China               | 6.20 m   | Mieko Shigehara · Japão           | 6.05 m   |
| Salto triplo               | Tamara Konkova · Cazaquistão | 13.17 m  | Qiu Qin · China                | 12.98 m  | Wang Kuo-huei · Taipé Chinesa     | 12.69 m  |
| Arremesso de peso          | Qian Chunhua · China         | 15.58 m  | Mao Lingyan · China            | 14.96 m  | Yoko Toyonaga · Japão             | 14.70 m  |
| Arremesso de disco         | Liu Yanxia · China           | 55.30 m  | Sugan Yadav Kumar · Índia      | 53.76 m  | Zhang Hongbo · China              | 48.36 m  |
| Lançamento do dardo        | Wang Yaning · China          | 57.92 m  | Zhang Li · China               | 55.34 m  | Park Ho-hyun Coreia do Sul        | 48.68 m  |
| Heptatlo                   | Soma Biswas · Índia          | 5046 pts | Yuki Nakata · Japão            | 5014 pts | Pramila Ganapathy · Índia         | 4853 pts |

## Quadro de medalhas
| Ordem | País          | Ouro | Prata | Bronze |     |
| 1     | China         | 15   | 12    | 5      | 32  |
| 2     | Índia         | 10   | 13    | 11     | 34  |
| 3     | Catar         | 5    | 3     | 1      | 9   |
| 4     | Japão         | 4    | 8     | 5      | 17  |
| 5     | Coreia do Sul | 2    | 2     | 3      | 7   |
| 6     | Irão          | 2    | 0     | 2      | 4   |
| 7     | Taipé Chinesa | 1    | 2     | 4      | 7   |
| 8     | Tailândia     | 1    | 1     | 1      | 3   |
| 9     | Hong Kong     | 0    | 0     | 2      | 2   |
| 10    | Malásia       | 0    | 0     | 2      | 2   |
| 11    | Azerbaijão    | 0    | 0     | 1      | 1   |
| 12    | Singapura     | 0    | 0     | 1      | 1   |
| Total | Total         | 41   | 41    | 41     | 123 |